# Dabajuro
Dabajuro is gemeente, stad en hoofdplaats in de Venezolaanse staat Falcón. Dabajuro telt 22.300 inwoners.
De gemeente Dabajuro ligt in de ecoregio Catatumbo Moist Forests en de belangrijkste natuurlijke habitat is tropisch en subtropisch vochtig loofbos.